# Palais des Anguillara

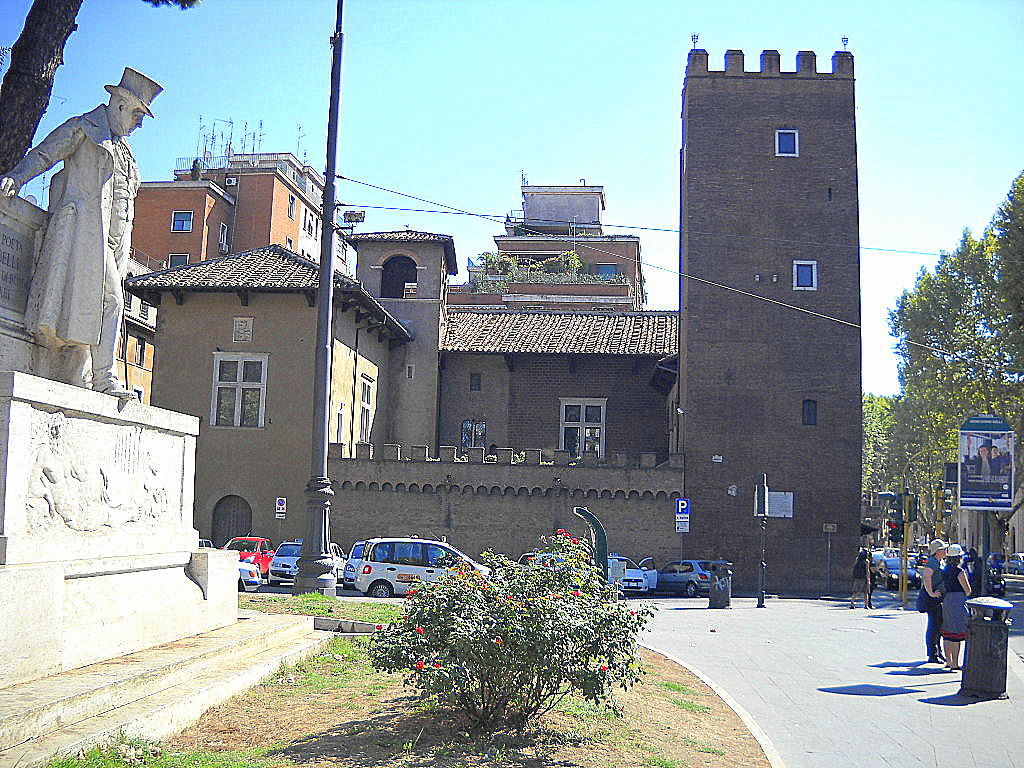
Façade de la Piazza Gioachino Belli.

Le palais des Anguillara est un palais situé Via della Lungaretta et Piazza Gioachino Belli dans le Rione Trastevere à Rome. La vieille tour des Anguillara d'époque médiévale, est annexée à l'édifice. 
Il abrite actuellement la Casa di Dante à Rome. 

## Histoire et description

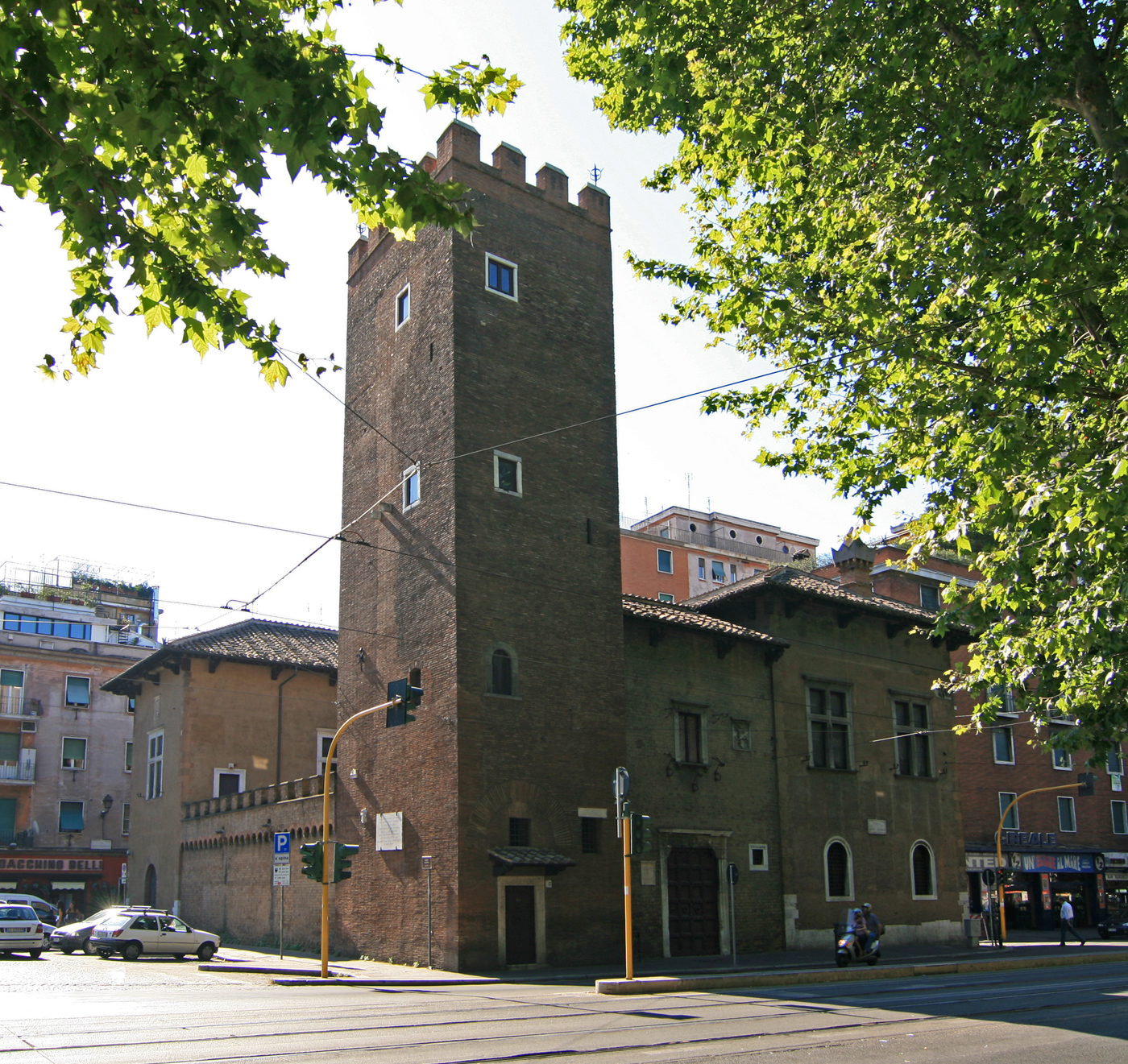
Façade sur la Piazza Sidney Sonnino.

La tour et son palais constituent un complexe unique dont la partie la plus ancienne remonte au XIIIe siècle: celle qui fait face au Tibre sur la place Giuseppe Gioachino Belli, avec le portique à colonnes à chapiteaux. Ce fut le comte Everso II Anguillara qui fut responsable de la reconstruction des fondations du palais avec sa tour autour de 1455. La famille Anguillara, dont le nom a été emprunté à un fief près de Bracciano, occupa une place prépondérante à Rome aux XIVe et XVe siècles et déclina par la suite. En 1538, le palais passa aux mains d'Alessandro Picciolotti, de Carbognano, copiste de la cour pontificale et vassal des Anguillara. En 1542, tout le complexe est gravement endommagé par un tremblement de terre et à partir de là, tombe en décadence : il devient successivement étable, marché et cantine.  À cette époque, le bâtiment a reçu des surnoms péjoratifs des habitants du Trastevere. Finalement, au XIXe siècle, la structure passa aux Forti, une famille de la bourgeoisie locale qui installa dans le complexe une fabrique d’émaux et de verres colorés, connue pour sa célèbre crèche. 

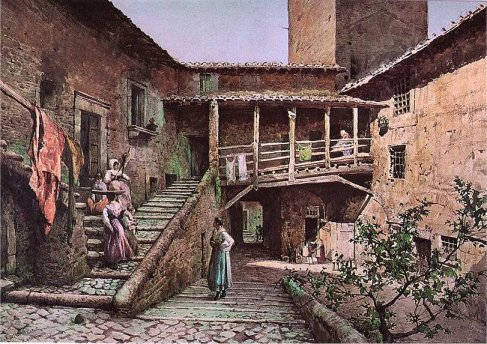

## Restauration et usage actuel
Jusqu'à l'unification de l'Italie (1870), la Piazza Sonino n'existait pas et, dans les années 1880, le site fut choisi pour construire la tête du pont Garibaldi, achevée en 1888. Au-delà du complexe, l'endroit était rempli d'anciennes demeures, toutes délabrées. Beaucoup d'entre elles ont été démolies et le complexe des Anguillara a été exproprié par la commune de Rome, qui a engagé une transformation en 1902 par l'architecte Fallani, mais le résultat a divisé les opinions, en particulier la création des merlons sur la tour. Le portail du XVe siècle est surmonté d'une fenêtre avec les armes d'Everso II et un escalier couvert à l'intérieur mène à une loggia à arcades. La façade de la Via della Lungaretta a également conservé les anciennes fenêtres en forme de croix, mais celles (courbes) du rez-de-chaussée sont modernes. En 1921, le complexe a été loué à la Casa di Dante, une société qui promeut l'étude de l'œuvre de Dante Alighieri. Seule la tour a conservé son apparence d'origine depuis lors (à l'exception des merlons).